# Nikiforos Diamandouros

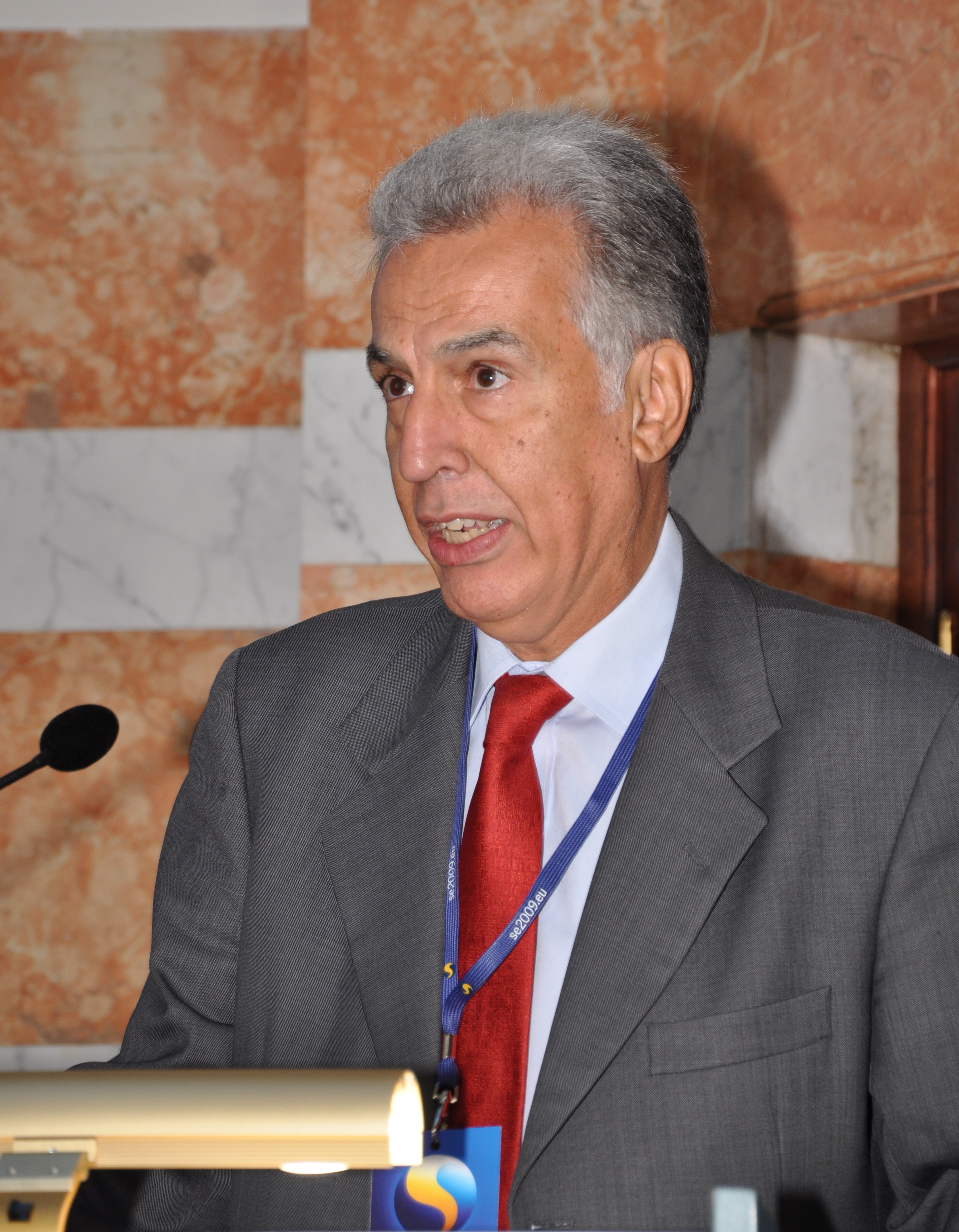
Nikiforos Diamandouros, 2009

Nikiforos Diamandouros (griechisch Νικηφόρος Π. Διαμαντούρος, * 25. Juni 1942 in Athen) ist ein griechischer Soziologe und Historiker. Von 2003 bis 2013 war er Europäischer Bürgerbeauftragter.

## Biografie
Diamandouros studierte Politikwissenschaften an der Indiana University und der Columbia University, wo er die Studienabschlüsse eines Master of Arts (1965) und eines Master in Philosophie (1969) erreichte und 1972 promoviert wurde. Lehrtätigkeiten an der State University of New York und Columbia University schlossen sich an. Von 1980 bis 1983 war er Entwicklungsdirektor des Athens College in Athen und anschließend Programmdirektor des Social Science Research Council in New York. 1988 bis 1991 war er Direktor der Griechischen Instituts für Internationale und Strategische Studien in Athen. Nach verschiedenen Ämtern wurde er 1993 Professor an der Universität Athen.
1992 bis 1998 war er Präsident der Griechischen Gesellschaft für Politikwissenschaft.
Von 1998 bis 2003 war er der erste Nationale Bürgerbeauftragte Griechenlands.
2003 wurde Diamandouros vom Europäischen Parlament als Europäischer Bürgerbeauftragter für den Rest der Amtsperiode 1999 – 2004 gewählt, Anfang 2005 und 2010 wurde er für jeweils fünf Jahre wiedergewählt. Im März 2013 kündigte er an, nach seiner zehnjährigen Tätigkeit in den Ruhestand zu gehen. Im Oktober 2013 trat Emily O’Reilly seine Nachfolge an.
Diamandouros ist Autor zahlreicher Schriften zur Politik und Geschichte Griechenlands, Süd- und Südosteuropas, insbesondere über Demokratisierung, den Prozess der Bildung der Nationalstaaten und die Beziehungen zwischen Kultur und Politik.

## Schriften (Auswahl)
- Political modernization, social conflict and cultural cleavage in the formation of the modern Greek state, 1821-1828, (Dissertation 1972, Columbia)
- Hellenism and the first Greek war of liberation: (1821 - 1830); continuity and change, Thessaloniki 1976 (Hrsg.)
- A bibliographical essay on southern Europe and its recent transition to political democracy, Fiesole 1986
- Parties, politics, and democracy in the new Southern Europe, Baltimore 2001
- Πολιτισμικός δυισμός και πολιτική αλλαγή στην Ελλάδα της μεταπολίτευσης Politismikos duismos ke politiki allagi stin Ellada tis metapolitevsis (Bikulturalität und politischer Wechsel im Griechenland der demokratischen Wende), Athen 2002
- Οι απαρχές της συγκρότησης σύγχρονου κράτους στην Ελλάδα 1821-1828  I aparches tis synkrotisis Synchronou Kratous stin Ellada 1821 - 1828, 2002 (Die Anfänge der Bildung des modernen griechischen Staates), Athen 2002 (Übersetzung von Diamantouros 1972, s. o.)
- Η Ελλάδα της μετανάστευσης Κοινωνική συμμετοχή, δικαιώματα και ιδιότητα του πολίτη  I Ellada tis metanastevseis : kinoniki symmetochi, dikeomata ke idiotita tou politi (Das Griechenland der demokratischen Wende, soziale Teilhabe, Grundrechte und Bürgerrechte), 2004, ISBN 978-960-218-388-5